# Теории прибрежных миграций
Теории прибрежных миграций (англ. coastal migration или Southern Dispersal scenario) существуют в современной палеоантропологии и генетике. Согласно указанным теориям, после возникновения современного человека в Африке 100—200 тысяч лет назад человек первоначально расселялся из Африки на восток вдоль побережья.

## Теория прибрежной миграции в Азии и Океании
В ходе прибрежного расселения, как предполагается, были первоначально через Баб-эль-Мандебский пролив (80-45 тыс. лет назад) заселены Аравийский полуостров, Индостан, Юго-Восточная Азия, Новая Гвинея, Австралия (40 тыс. лет назад), прибрежный Китай и Япония. Этот период связывается с распространением в указанных выше регионах митохондриальных гаплогрупп M и N, а также гаплогрупп Y-хромосомы C и D. Согласно данной теории, люди, подобные современным негритосам или прото-австралоидам, прибыли на Аравийский полуостров из Африки, затем на южное побережье Индостана, затем на Андаманские острова и в Индонезию, откуда уже расселились на юг, в Австралию, и на север, в Японию. Генографический проект, инициированный журналом National Geographic, использует термин «прибрежный клан» для описания первоначальных человеческих групп, относившихся к гаплогруппе C (Y-ДНК), которые расселились на восток из Африки вдоль побережья около 50 тыс. лет назад.
Однако при исследовании в в области гаплогрупп Y-хромосом мужчин и мтДНА женщин данная теория подтверждений не получила.

## Теория прибрежной миграции в Новый свет
В рамках данных теорий иногда рассматривается вопрос о переселении человека через Берингов перешеек, соединявший в эпоху последнего ледникового периода Северную Америку с Сибирью, и далее в Центральную и Южную Америку вдоль западного американского побережья. Сделанные в недавнее время открытия, в частности, опираются на то, что осадочные породы в пещерах Порт-Элиза на острове Ванкувер указывают на существование в этих местах благоприятного для человека климата около 16 тыс. лет назад. С другой стороны, несмотря на указанное исследование, данный тезис по-прежнему остаётся спорным.